# Bernard Smith (Politiker)
Bernard Smith (* 5. Juli 1776 in Morristown, New Jersey; † 16. Juli 1835 in Little Rock, Arkansas-Territorium) war ein US-amerikanischer Politiker. Zwischen 1819 und 1821 vertrat er den Bundesstaat New Jersey im US-Repräsentantenhaus.

## Werdegang
Bernard Smith besuchte die öffentlichen Schulen seiner Heimat. In den Jahren 1809 und 1810 arbeitete er für die Zollbehörde. Danach war er von 1810 bis 1819 Posthalter in New Brunswick. Politisch war Smith Mitglied der Demokratisch-Republikanischen Partei. Bei den Kongresswahlen des Jahres 1818 wurde er für den dritten Sitz von New Jersey in das US-Repräsentantenhaus in Washington, D.C. gewählt, wo er am 4. März 1819 die Nachfolge von Benjamin Bennet antrat. Da er im Jahr 1820 auf eine erneute Kandidatur verzichtete, konnte er bis zum 3. März 1821 nur eine Legislaturperiode im Kongress absolvieren.
Nach dem Ende seiner Zeit im US-Repräsentantenhaus zog Bernard Smith nach Little Rock im Arkansas-Territorium, wo er im Jahr 1821 für das Katasteramt arbeitete. Zwischen 1825 und 1828 war er Sekretär von Territorialgouverneur George Izard. Im Jahr 1825 wurde er auch Indianeragent bei den Quapaw. Diesen Posten bekleidete er bis zu seinem Tod am 16. Juli 1835 in Little Rock.